# Nulidad matrimonial
Se entiende por nulidad matrimonial la invalidación de cualquier matrimonio porque en su celebración han existido o se han producido vicios o defectos esenciales que impiden que el mismo pueda surtir efectos. La nulidad matrimonial supone que el matrimonio no ha existido y no puede surtir efectos. Se diferencia del divorcio, por cuanto en este último se disuelve un matrimonio válido por voluntad de uno o ambos cónyuges.
La nulidad está admitida por la Iglesia católica, así como por el Derecho civil en varias jurisdicciones.

## Regulación

### Derecho canónico
En Derecho canónico, son los Tribunales Eclesiásticos los encargados de declarar la nulidad matrimonial. Existe un Tribunal de primera instancia por cada Diócesis (con un mínimo de una Sala de tres jueces o con varias, dependiendo del volumen de asuntos), un Tribunal de apelación en las Archidiócesis y finalmente cabe recurrir ante el Tribunal de la Rota Española, con sede en Madrid o a la Rota Romana.
El proceso de nulidad canónica se inicia mediante demanda (dubio) interpuesta por abogado y procurador ante el Tribunal eclesiástico del domicilio de uno de los contrayentes. Todos los que intervienen en el Tribunal deberían ser, al menos, Licenciados en Derecho. El proceso es juzgado por tres jueces, uno de los cuales actúa de ponente. Se desarrolla mediante procedimiento contradictorio entre demandante (o demandantes, si la nulidad la solicitan ambos cónyuges a la vez) y Defensor del Vínculo (Fiscal Eclesiástico). Del proceso levanta acta el Notario-Actuario (equivalente al Secretario judicial).
Reforma del proceso canónico
Con fecha 8 de diciembre de 2015, el papa Francisco mediante el motu proprio Mitis Iudex Dominus Iesus reformó el proceso canónico de declaración de nulidad eliminando el requisito de las dos sentencias conformes para obtenerla, de manera que, actualmente, con una única sentencia estimatoria, si esta no es recurrida por alguna de las partes o por el Defensor del Vínculo, puede obtenerse la nulidad. También se han acortado determinados plazos, evitando la dilación de los procesos de nulidad y permitiendo su tramitación y fallo en torno a un año. También, en este mismo documento, el papa ha insistido en que la autoridad en este campo corresponde al Ordinario de cada Diócesis y que el tribunal eclesiástico actúa con potestad vicaria por lo que, en los casos en que es evidente la nulidad y las dos partes actúan conformes, puede pasarse el caso directamente al Obispo quien, oído el parecer del Defensor del Vínculo y con la colaboración de un asesor jurídico, puede dictar sentencia directamente. Esto se conoce como procedimiento breve ante el Obispo y no debiera tardar más de un par de meses.
Al mismo tiempo, ha insistido en la gratuidad del proceso lo que se ha traducido en la reducción o incluso la eliminación de las tasas judiciales en los tribunales eclesiásticos.
Causas de nulidad

#### Capacidad
Se agrupan bajo la denominación de impedimentos. Algunos pueden ser dispensados, de manera que si se solicita, el matrimonio quedará convalidado (sanación en la raíz).
- Edad inferior a 18 años. Es dispensable a partir de los 16 años para el hombre y los 14 para la mujer.
- Haber contraído vínculo matrimonial previo y subsistente.
- Tener parentesco en línea recta sin límite de grado o en línea colateral hasta el cuarto grado. Los grados tercero y cuarto en la línea colateral son dispensables.
- Pública honestidad. Mantener relación sentimental con pariente en primer grado por afinidad del cónyuge fallecido o mantener relación de concubinato con persona distinta del otro contrayente al tiempo de celebrarse el matrimonio. Es dispensable.
- Haber atentado contra la vida del cónyuge anterior del otro contrayente. Es dispensable.
- Orden sagrado. Estar ordenado como obispo, sacerdote o diácono. Es dispensable, pero el beneficiario de la dispensa debe abandonar el sacerdocio.
- Votos públicos y perpetuos de castidad en instituto religioso. Es dispensable, abandonando el instituto. Si los votos son temporales, basta que estos no sean renovados al finalizar el periodo correspondiente.
- Mixta religión. Tiene lugar en los matrimonios entre católico y cristiano válidamente bautizados en otra Iglesia que no sea la católica ortodoxa, anglicana o evangélica. Es dispensable.
- Disparidad de cultos. Tiene lugar en los matrimonios entre católico y no bautizado. Es dispensable. En este caso y en el anterior, el cónyuge católico se compromete a bautizar al cónyuge y a los hijos educarlos bajo la fe católica.
- Impotencia antecedente y perpetua, sea absoluta o relativa.

#### Consentimiento
- Carecer de uso de razón.
- Tener grave defecto de discreción de juicio.
- Incapacidad para asumir las obligaciones esenciales del matrimonio por causas de naturaleza psíquica. Ha tenido gran desarrollo jurisprudencial, incluyendo todas aquellas conductas que impiden el normal desenvolvimiento del matrimonio: trastornos de identidad sexual (ninfomanía, satirismo), imposibilidad de tener hijos (esterilidad), trastornos de la personalidad, alcoholismo, drogadicción y ludopatías.
- Error en la identidad de la persona o de una cualidad directa y principalmente pretendida. La cualidad ha de ser de naturaleza personal y afectar a la vida matrimonial, rechazando las de carácter físico o las de carácter patrimonial.
- Error determinante acerca de la unidad, de la indisolubilidad o de la dignidad sacramental del matrimonio.
- Simulación total o parcial por exclusión de una propiedad esencial o de un elemento esencial del matrimonio: la unidad, la fidelidad, la indisolubilidad y la apertura a la vida en el matrimonio.
- Condición.
- Violencia, intimidación o miedo grave.
- Rapto para obtener el consentimiento del otro contrayente.
- Dolo provocado para obtener el consentimiento.

#### Forma
- Celebrarse sin la asistencia del ordinario del lugar o del párroco o de un delegado de estos.
- Matrimonio celebrado por poderes que sean nulos.
- Falta de uno o de los dos testigos.

### España
Todos los matrimonios, civiles o eclesiásticos, pueden ser anulados si concurren las causas previstas en la ley, que están circunscritas a la capacidad (impedimentos), al consentimiento (vicios del consentimiento) y a la forma (vicios de forma).
Las sentencias de los tribunales eclesiásticos han de ser homologadas por un juez civil, a partir de cuyo momento tienen efectos civiles y se inscriben en el Registro Civil. El contrayente cuyo matrimonio ha sido declarado nulo pasa a tener estado civil de soltero y sus hijos tienen la consideración de hijos putativos (de putare, pensado).
La nulidad del matrimonio civil se obtiene mediante demanda interpuesta mediante abogado y procurador ante el Juzgado del domicilio de uno de los contrayentes. Es susceptible de recurso conforme a la Ley de Enjuiciamiento Civil.

#### Capacidad
- Edad inferior a 18 años.
- Haber contraído vínculo matrimonial previo y subsistente.
- Tener parentesco en línea recta sin límite de grado o en línea colateral hasta el tercer grado. El tercer grado en la línea colateral es dispensable.
- Haber atentado contra la vida del cónyuge anterior del otro contrayente. Es dispensable.

#### Consentimiento
- Error en la identidad del otro contrayente o en aquellas cualidades personales que, por su entidad, hubiesen sido determinantes para la prestación del consentimiento.
- Violencia, intimidación o medio grave.
- Dolo provocado para obtener el consentimiento.

#### Forma
- Celebrarse sin la asistencia del juez, alcalde o funcionario correspondiente.
- Matrimonio celebrado por poderes que sean nulos.
- Falta de uno o de los dos testigos.
- Celebración del matrimonio en peligro de muerte si no concurría esta circunstancia.

Ambas normativas, canónica y civil, son muy similares en cuanto a las causas, si bien la canónica es más minuciosa en su desarrollo, pueden extraerse análogos supuestos en una y otra normativa. La canónica regula específicamente los impedimentos relativos al matrimonio de sacerdotes y religiosos.

### Perú
Es así que con respecto a los términos Invalidez de Matrimonio y Nulidad de Matrimonio ambos presentan una notoria connotación puesto que en los códigos civiles anteriores de 1852 y 1936 se hacía referencia este rubro o apartado con el término de nulidad de matrimonio mas no invalidez, dicho término recién se acuñó en el año 1984 puesto que se cree que es un mejor criterio ya que se puede ampliar el tema tanto en subdividirse en nulidad y anulabilidad.
Es por eso que nos hace mención de "Nos parece bien empleado el término invalidez: es más amplio, ya que en él se dan la nulidad y anulabilidad, según, según sea la mayor gravedad que prive al matrimonio de su eficacia jurídica"

## Efectos
Es común en la opinión pública pensar que la nulidad sólo interesa desde la perspectiva eclesiástica para poder volver a contraer matrimonio por la Iglesia. Realmente, la distinción entre nulidad y divorcio trae importantes consecuencias, pues con la primera el matrimonio nunca ha existido, mientras que con el segundo, el matrimonio ha quedado disuelto. La nulidad del matrimonio evita pagar pensiones compensatorias y aplica reglas particulares a la liquidación del régimen económico matrimonial. En el caso de que uno de los cónyuges sea declarado de mala fe en el procedimiento de nulidad, se le podrá imponer la obligación de indemnizar al otro contrayente si ha existido convivencia conyugal y, en el caso del matrimonio canónico, el vetum o imposibilidad de volver a casarse por la Iglesia, temporal o definitivamente. Tratándose de personas con problemas psíquicos o de discernimiento, ambas normativas se muestran cuidadosas a la hora de tramitar un expediente matrimonial ulterior.
Quiénes pueden solicitar la nulidad del matrimonio
La nulidad matrimonial pueden solicitarla los cónyuges, el Ministerio Fiscal y cualquier persona que tenga un interés directo en el asunto.[cita requerida]
En el supuesto de error, miedo grave o coacción, sólo podrá pedir la nulidad el cónyuge que hubiera sufrido el daño.[cita requerida]
Esta acción caducará si los cónyuges continúan viviendo juntos durante un año después de haber finalizado el error o la causa del miedo y las coacciones.[cita requerida]
Si la causa de nulidad fuese la falta de edad, mientras el contrayente sea menor, sólo podrán ejercitar la acción de nulidad sus padres, tutores o guardadores, y el Ministerio Fiscal.[cita requerida]
El contrayente podrá solicitar la nulidad del matrimonio una vez alcanzada la mayoría de edad y antes del transcurso de un año de convivencia tras ésta.[cita requerida]
Por su parte, el procedimiento judicial que se tramita en los casos de nulidad matrimonial es muy similar al de separación o divorcio y, como en éstos, resulta obligatoria la intervención de un abogado y un procurador, y el solicitante puede pedir la adopción de medidas provisionales.[cita requerida]
- Sin consentimiento.
- Entre personas menores no emancipadas.
- Por personas que están casadas.
- Entre parientes en línea recta por consanguinidad o colaterales hasta el tercer grado, parientes en línea recta por adopción.
- Por los contrayentes que han sido condenados como autores o cómplices de la muerte del cónyuge anterior de cualquiera de ellos.
- Sin la intervención del juez, alcalde o funcionario ante quien deba celebrarse, o sin la presencia de los testigos.
- El celebrado por error sobre la identidad de la persona del otro contrayente (el cónyuge resulta ser una persona distinta) o sobre aquellas cualidades personales que por su importancia han determinado la voluntad del que alega el vicio de nulidad para contraer matrimonio (por ejemplo, dio una imagen de su persona que después no se ajustó a la realidad)
- El matrimonio se ha contraído por coacción o miedo grave.

El Ministerio de Justicia puede autorizar o dispensar la celebración de matrimonios de menores de edad que son mayores de 14 años, entre parientes colaterales y por los condenados por causar la muerte de su cónyuge.[cita requerida]
La nulidad matrimonial que se va a tratar a continuación es civl; la nulidad canónica (por la Iglesia) tiene una serie de particularidades propias que merecen ser tratadas de forma independiente.[cita requerida]
La nulidad matrimonial civil mplica la invalidación del matrimonio por la existencia de un vicio o defecto esencial en su celebración.[cita requerida]
El matrimonio que es declarado nulo se considera que nunca ha existido, salvo respecto al cónyuge que lo hubiera contraído de buena fe y respecto a los hijos.[cita requerida]
Por explicarlo de un modo sencillo, para que un matrimonio sea válido debe ser realizado en forma válida, entre personas hábiles y además que sean capaces de prestar consentimiento. En sentido contrario, las causas de nulidad son el defecto de forma o celebrado con impedimento o con vicio de consentimiento. Cada una de estas tres causas generales se divide también en varios tipos. La terminología canonística habla de caput nullitatis o capítulo de nulidad, para referirse a cada motivo de nulidad. Se ofrece aquí un elenco general de los capítulos de nulidad de los matrimonios canónicos. En esta relación se pretende sólo enunciar las causas de nulidad a título exclusivamente orientativo; no se pretende, a través de este artículo, analizar exhaustivamente cada una de ellas. Para poder determinar si un matrimonio es nulo, debe realizarse un proceso judicial ante el juez competente, al que se le deben aportar las pruebas pertinentes, y en el que deben intervenir todas las partes procesales, como son el promotor de justicia y el defensor del vínculo. No es posible, por lo tanto, pretender que, a través de unas pocas líneas, el lector sea capaz de obtener conclusiones definitivas sobre una determinada situación.[cita requerida]

## Enlaces
- Las causas de nulidad en el matrimonio canónico

- Datos: Q701040